# Grooverider
Grooverider, de son vrai nom, Raymond Bingham, est un disc jockey anglais qui est né le 16 avril 1967 à Streatham, Londres. Spécialisé dans le drum and bass, il est  corésident avec Fabio (l'un des fondateurs du Liquid funk) sur la radio anglaise BBC One (1998 - 2012), où il anime une émission, Fabio & Grooverider], tous les samedis de 1 h à 3 h du matin (heure du Royaume-Uni).

## Biographie
Grooverider est l'un des pionniers de la scène électronique anglaise comme Carl Cox, Sasha..., il commence sur une radio pirate de Londres avec Colin Dale, RD aka Dj Dodge & Dave Angel.
Le 23 novembre 2007, il a été arrêté à Dubaï pour possession d'une revue pornographique et d'une petite quantité de cannabis, alors qu'il devait se produire dans une discothèque de la ville. Il a été condamné à quatre ans de prison, alors qu'il risquait la peine de mort : la possession de drogue et de matériel pornographique étant fortement illégale aux Émirats arabes unis. Il a été relâché en septembre 2008, en plein période de ramadan, après avoir été gracié par les autorités conformément à la tradition du ramadan, voulant qu'on libère certains prisonniers. Une pétition sur internet a été signée par 18 088 personnes, priant les autorités de Dubaï de le gracier.

## Discographie
- 1990 : Fabio & Grooverider - Rage (Perception Records)
- 1995 : Grooverider's Hardstep Selection Vol. I& II (Kickin Records)
- 1998 : Mysteries Of Funk (Higher Ground)
- 2002 : FabricLive.06
- 2005 : Guerrilla Warfare "Grooverider & Loxy & DJ Ink"
- 2007 : Grooverider Presents: The Prototype Years